# Scotoleon infuscatus
Scotoleon infuscatus là một loài côn trùng trong họ Myrmeleontidae thuộc bộ Neuroptera. Loài này được Adams miêu tả năm 1957.